# Gustav Wilhelm Achenbach
Gustav Wilhelm Achenbach (* 18. November 1847 in Krombach; † 21. März 1911 in Siegen) war ein deutscher evangelischer Pfarrer und Superintendent.

## Leben
Gustav Wilhelm Achenbach war der Sohn des Pfarrers Friedrich Wilhelm Achenbach (1813–1880) und dessen Gemahlin Bertha Rocholl (1816–1853).
Er studierte nach dem Abitur am Gymnasium Soest im Jahre 1867 an der Universität Marburg, der Universität Bonn und der Universität Münster Theologie. Nach einer vierjährigen Tätigkeit als Leiter der Rektoratsschule in Eichen trat er 1874 die Stelle eines Pfarrers in Oberholzklau an. 1880 wechselte er nach Wiehl im Rheinland, 1886 in die zweite Pfarrstelle der Kirchengemeinde Siegen. Im Jahre 1908 wurde er zusätzlich Superintendent des Kirchenkreises Siegen. Im Evangelischen Bund Westfalens spielte Achenbach eine bedeutende Rolle, auch bei der Erneuerung der Nikolaikirche in Siegen.
Er war mit Agnes Katharina Auguste Spies (1854–1918) verheiratet, der Tochter eines Eichmeisters und Waagenfabrikanten. Aus der Ehe gingen folgende Töchter hervor:
- Elisabeth (1875–1922) ⚭ 1897 Herrn Hubbert, Pfarrer
- Hedwig (* 1877) ⚭ 1899 Hans Böttcher, Kaufmann
- Johanna (1879–1951) ⚭ 1906 Fritz Hartog, Pfarrer
- Magdalena (* 1881) ⚭ 1911 Albrecht Glaser, Chemiker und Apotheker, geschieden

## Sonstiges
Das Siegerlandmuseum verfügt über eine Sammlung des Familiennachlasses der Familie Achenbach. Der größte Teil davon stammt aus der Bibliothek von Gustav Wilhelm.